# Anton Zeilinger
Pour les articles homonymes, voir Zeilinger.
Anton Zeilinger, né le 20 mai 1945 à Ried im Innkreis, est un physicien autrichien. Il est connu pour ses travaux de téléportation quantique. Avec Alain Aspect et John Fancis Clauser, il est lauréat du prix Nobel de physique en 2022.

## Biographie
Anton Zeilinger a étudié la physique et les mathématiques à l'université de Vienne entre 1963 et 1971. À cette époque, il a fait partie de la société d'étudiants catholiques Marco-Danubia (de) de Vienne. En 1971, il obtient son doctorat pour son travail sur « Neutron Depolarization in Dysprosium Single Crystals ». En 1979, il est habilité à l'université technique de Vienne. Après des séjours aux États-Unis, en France, en Australie et en Allemagne, il devient professeur à l'université d'Innsbruck et directeur de l'institut de physique expérimentale. À Innsbruck, il est membre d'honneur des sociétés d'étudiants « A.V. Austria Innsbruck » et « Teutonia ». En octobre 1997, il participe en tant que conférencier à une des représentations de Mind and Life Institute sur le thème « The New Physics and Cosmology ». La conférence de clôture de juin 1998, qui poursuit la discussion de physique quantique, a lieu à l'institut de physique expérimentale. Un rapport de cette conférence ayant pour titre « Wer erklärt uns die Welt » est paru dans l'édition du mois de janvier du magazine allemand « Geo ». Depuis 1999, il est professeur à l'université de Vienne et directeur de l'institut de physique expérimentale. Depuis 2004, il dirige l'institut d'optique quantique et d'information quantique, fondé la même année, et qui est une branche de l'Académie des sciences autrichiennes. En 2006, il occupe la direction de la faculté de physique de l'université de Vienne.
Il a été spécialement connu pour son expérience de téléportation quantique à Innsbruck et à Vienne. Celui-ci est surnommé « Mr. Beam ». En outre, il travaille sur l'application de la physique quantique, particulièrement dans les nouveaux domaines de l'information quantique et de la cryptographie quantique. Ses intérêts principaux restent cependant les fondements de la physique quantique et ses implications dans la compréhension de la vie de tous les jours, qui repose sur notre expérience.
Au début des années 2000, il participe à l'instauration d'une « University of Excellence » sur le modèle des universités d'élites américaines. Le 2 février 2006, il s'est retiré du poste de conseiller scientifique sur ce projet. Avant même sa démission, la décision avait été prise par la ministre de l'Éducation nationale, Elisabeth Gehrer, que « l'University of Excellence » ne s'établirait pas à Vienne, mais dans la région de Maria Gugging en Basse-Autriche. Après des changements dans la composition du conseil, Zeilinger est redevenu membre du conseil de direction de cette institution de recherche, qui s'appelle dorénavant Institute of Science and Technology Austria.

## Distinctions
- « Scientifique de l'année autrichien »
- Prix Wolf en physique (2010)
- « prix scientifique de la ville de Vienne »
- « Décoration autrichienne pour la science et les arts »
- « Décoration d'or pour service envers l'État de Vienne »
- Prix Humboldt
- Prix de la recherche « World Future Award »
- « King Faisal International Prize »
- « Medaille Lorenz-Oken » de la Société allemande des chercheurs en sciences naturelles et des médecins
- « Médaille Isaac Newton » de l'Institute of Physics
- Prix « Erwin Wenz »
- Docteur honoris causa de l'université Humboldt de Berlin (14 novembre 2005)[4]
- Docteur honoris causa de l'université de Gdańsk

- Membre de l'ordre Pour le mérite pour la science et les art
- Membre de l'Académie allemande des sciences Leopoldina
- Membre de l'Académie des sciences de Berlin-Brandebourg
- Membre de l'Académie des sciences autrichienne
- Membre de l'Académie des sciences slovaque
- Membre de l'Académie européenne des sciences et des arts
- Membre de l'Académie serbe des sciences et des arts

## Honneurs
L'astéroïde (48681) Zeilinger a été nommé en son honneur à l'occasion de son soixantième anniversaire.

## Citation
« Ich bin nicht ein Anhänger des Konstruktivismus, sondern ein Anhänger der Kopenhagener Interpretation. Danach ist der quantenmechanische Zustand die Information, die wir über die Welt haben. [...] Es stellt sich letztlich heraus, dass Information ein wesentlicher Grundbaustein der Welt ist. Wir müssen uns wohl von dem naiven Realismus, nach dem die Welt an sich existiert, ohne unser Zutun und unabhängig von unserer Beobachtung, irgendwann verabschieden. »

— Anton Zeilinger

« Je ne suis pas un adepte du constructivisme, mais justement un adepte de l'interprétation de Copenhague. D'après cette théorie, l'état quantique est l'information que l'on a sur le monde. [...] Il s'avère finalement que l'information est la base fondamentale et essentielle du monde. Nous devons bien nous démarquer du réalisme naïf, selon lequel le monde existe seul sans notre participation et indépendamment de notre observation. »

— Anton Zeilinger

## Publications
- Anton Zeilinger: Einsteins Schleier - Die neue Welt der Quantenphysik  (ISBN 3-4421-5302-6)
- Anton Zeilinger: Einsteins Spuk - Teleportation und weitere Mysterien der Quantenphysik, 2005  (ISBN 3-5700-0691-3)
- Anton Zeilinger: Spukhafte Fernwirkung - Die Schönheit der Quantenphysik, 2-CD-Set - 100 min, livret 12 pages  (ISBN 3-9325-1360-6) (supposé 2005)[5]